# Raul Meireles
Raul José Trindade Meireles  (Porto, 1983. március 17. –) portugál labdarúgó.

## Pályafutása

### Boavista
A 2003–2004-es szezonban debütált először a portugál első osztályban a Benfica ellen.Ebben a szezonban nem sikerült gólt szerezni,de 29 bajnoki fellépéssel bizonyította,hogy fontos volt csapata számára a szezonban.

### Porto
2004-ben vette meg a Porto a szintén portoi Boavista-tól, a szezon végén második lett a Porto.
A következő négy év során négy bajnoki címet nyert: 2005–06, 2006–07, 2007–08, 2008–09; háromszor a portugál-kupát: 2005–06, 2008–09, 2009–10; illetve háromszor a portugál-szuperkupát: 2006, 2009, 2010.

### Liverpool

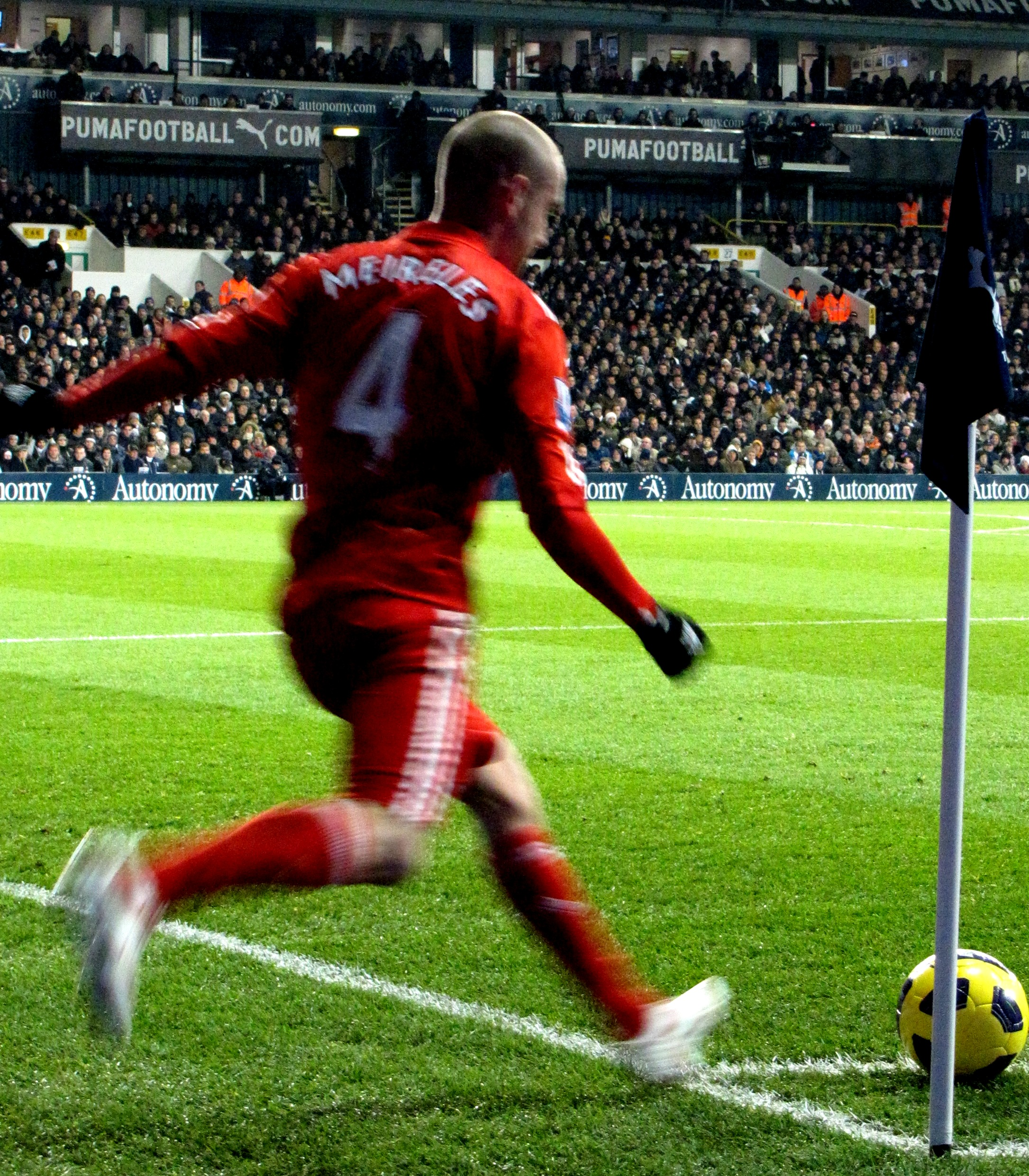
Raúl Meireles a Liverpool színeiben.

2010. augusztus 29-én a Liverpool FC leigazolta 11.5 millió fontért. A bajnokságban szeptember 12-én mutatkozott be a Birmingham City ellen csereként. Az első szezonjában hatodik lett a Liverpoollal a Premier League-ben, és 5 gólt szerzett.

### Chelsea
2011. augusztus 31-én az átigazolási időszak utolsó pillanataiban 15 millió fontért a Chelsea-be igazolt, 4 éves szerződést írt alá. Első meccsét a bajnokság 4. fordulójában játszotta, a Sunderland 2-1-es legyőzése során végig a pályán volt.

### A válogatottban
2006-ban debütált a portugál labdarúgó-válogatottban, tagja volt a portugál keretnek a 2008-as labdarúgó-Európa-bajnokságon, ahol gólt lőtt a csoportkörben Törökországnak, illetve a 2010-es labdarúgó-világbajnokságon. Gólt lőtt az UEFA – pótselejtezőjén a Bosznia-Hercegovina ellen. A 2010-es labdarúgó-világbajnokságon is lőtt gólt az Észak-koreai labdarúgó-válogatott elleni fölényes 7–0 győzelem alkalmával, Fokvárosban.

## Magánélete
Felesége, Ivone, akivel még akkor találkozott, amikor a Boavista utánpótlás csapatában futballozott. 2008-ban házasodtak össze, és 2005-ben született meg első lányuk, Lara.

## Sikerei, díjai

### Klubcsapat
FC Porto
- Portugál bajnok: 2005–06, 2006–07, 2007–08 2008–09
- Portugál kupa: 2005–06, 2008–09, 2009–10
- Portugál szuperkupa: 2007, 2009, 2010

Liverpool
- Angol ligakupa: 2011–12

Chelsea
- Angol kupa: 2011–12
- UEFA-bajnokok ligája: 2011–12

Fenerbahçe
- Török bajnok: 2013–14
- Török kupa: 2012–13
- Török szuperkupa: 2014

### Válogatott
- U16-os Európa-bajnok: 2000
- Touloni Ifjúsági Torna: 2003
- U21-es Európa-bajnoki bronzérmes: 2004

## Klub statisztikái
| Csapat         | Szezon         | Bajnokság | Bajnokság | Kupa  | Kupa  | UEFA  | UEFA  | Összesen | Összesen |
| Csapat         | Szezon         | Mérk.     | Gólok     | Mérk. | Gólok | Mérk. | Gólok | Mérk.    | Gólok    |
| -------------- | -------------- | --------- | --------- | ----- | ----- | ----- | ----- | -------- | -------- |
| Aves           | 2001–02        | 16        | 0         | 0     | 0     | 0     | 0     | 16       | 0        |
| Aves           | 2002–03        | 26        | 1         | 0     | 0     | 0     | 0     | 26       | 1        |
| Aves           | Összesen       | 42        | 1         | 0     | 0     | 0     | 0     | 42       | 1        |
| Boavista       | 2003–04        | 29        | 0         | 0     | 0     | 0     | 0     | 29       | 0        |
| Boavista       | Total          | 29        | 0         | 0     | 0     | 0     | 0     | 29       | 0        |
| Porto          | 2004–05        | 13        | 0         | 0     | 0     | 1     | 0     | 14       | 0        |
| Porto          | 2005–06        | 18        | 2         | 3     | 0     | 1     | 0     | 22       | 2        |
| Porto          | 2006–07        | 25        | 3         | 2     | 0     | 7     | 1     | 34       | 4        |
| Porto          | 2007–08        | 28        | 4         | 4     | 0     | 8     | 0     | 40       | 4        |
| Porto          | 2008–09        | 28        | 4         | 5     | 1     | 10    | 0     | 43       | 5        |
| Porto          | 2009–10        | 26        | 2         | 6     | 2     | 8     | 0     | 40       | 4        |
| Porto          | Összesen       | 137       | 15        | 20    | 3     | 35    | 1     | 192      | 19       |
| Liverpool      | 2010–11        | 7         | 0         | 0     | 0     | 2     | 0     | 9        | 0        |
| Liverpool      | 2011–12        | 2         | 0         | 0     | 0     | 0     | 0     | 2        | 0        |
| Liverpool      | Összesen       | 9         | 0         | 0     | 0     | 2     | 0     | 11       | 0        |
| Chelsea        | 2011–12        | 1         | 0         | 0     | 0     | 0     | 0     | 1        | 0        |
| Chelsea        | Összesen       | 1         | 0         | 0     | 0     | 0     | 0     | 1        | 0        |
| Fenerbahçe     | 2012–13        | 0         | 0         | 0     | 0     | 0     | 0     | 0        | 0        |
| Fenerbahçe     | Összesen       | 0         | 0         | 0     | 0     | 0     | 0     | 0        | 0        |
| Karrier összes | Karrier összes | 218       | 16        | 20    | 3     | 37    | 1     | 275      | 20       |